# Børge Thorlacius

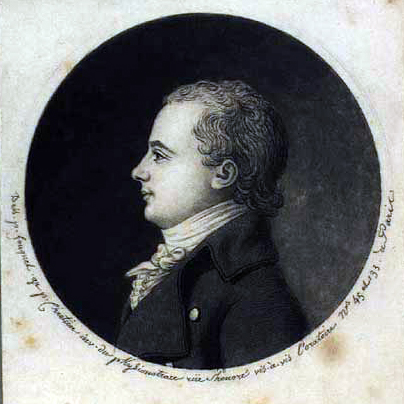
Børge Thorlacius.

Børge Thorlacius, född 1 maj 1775 i Kolding, död 8 oktober 1829, var en dansk filolog. Han var son till Skúli Thorlacius.
Thorlacius tog teologisk examen 1796, vann doktorsgrad i filosofi 1797 och i teologi 1815 samt blev professor i klassisk filologi vid Köpenhamns universitet 1802. Hans många avhandlingar i filologiska ämnen är samlade i Opuscida academica (fem band, 1806–1822). Han utgav dessutom några smärre isländska sagor och medverkade vid utgivningen av "Heimskringla" (band 4–6; 1815–1826).